# Creu del carrer del Molí
La Creu del carrer del Molí és una obra de Mediona (Alt Penedès) situada al carrer del Molí de Sant Joan de Mediona.
És una creu emplaçada al voral del carrer. Sobre una base de blocs de pedra hi ha un dau cúbic de formigó sobre el qual hi ha un segon dau de mida més reduïda amb uns fornícula enreixada que acull una petita figura de la mare de Déu. Rematant el monument hi ha una creu amb braços de secció quadrada.